# Worldwide Marriage Encounter
Worldwide Marriage Encounter (italienisch Incontri matrimoniali mondiali; Abkürzungen: ME oder WWME) ist eine vom Heiligen Stuhl anerkannte Vereinigung von Gläubigen und wurde 1965 in den Vereinigten Staaten gegründet; sie ist weltweit in über 90 Ländern vertreten.

## Geschichte
Zu Beginn des Jahres 1952 entwickelte Pater Gabriel Manuel Calvo SJ in Spanien eine Gruppenarbeit für Ehepaare. Es wurden gemeinsame Gruppenabende, Besprechungen und Heilige Messen organisiert, die Gruppen wurden als „Ehepaargruppen von Papst Pius XII.“ bezeichnet. Zehn Jahre später erweiterte sich die Arbeit der Gruppen über die Grenzen Spaniens und das erste Wochenende für Eheleute wurde in Barcelona erfolgreich absolviert. 1966 fand die erste internationale „Versammlung Christlicher Familien“ in Caracas (Venezuela) statt und die Bewegung erweiterte auf Südamerika und auf spanischsprechende katholische Eheleute in den USA. 1967 bestand die Begegnung in den USA aus 50 Paaren und 29 Priestern. In den USA übernahm der Jesuitenpater Chuck Gallagher die geistliche und spirituelle Leitung und organisierte 1968 das erste Wochenende für Ehepaare, dieses wurde das Geburtsjahr der „Worldwide Marriage Encounter“. Die „National Marriage Encounters“, die auf nationaler Ebene gegründete Begegnungen, wurden eigenständige Organisationen und schlossen sich freiwillig der weltweiten Begegnungen an. 1969 entstanden weitere Begegnungen in den USA und Kanada, 1971 schlossen sich Begegnungen aus Belgien und England an. Diese Entwicklung setzte sich fort und 2010 gehörten zu der weltweiten Vereinigung von Gläubigen über 90 Länder.

## Selbstverständnis
Leitgedanke der Vereinigung sind die Worte Jesu Christi „Wie ich euch geliebt habe“ (Joh 13,34 ). Daraus leitet sich das Selbstverständnis ab, die Ehe als ein Sakrament zu verstehen. In diese ehelichen Beziehungen sind ausdrücklich die Priester, als Wesensverwandte, eingebunden. Sich in der Ehe zu verstehen, miteinander zu sprechen und sich zu lieben, ist das oberste Gebot in der Begegnung. Die Ehe soll als gelebtes Sakrament ein Zeichen geben und somit als Zeuge und Vorbild in der Gemeinschaft der Kirche wirken. Ihr Lebensbereich und Lebensstil erstreckt sich auf die Ehe, auf die Familie, auf die Gemeinde und auf den Arbeitsplatz.
Um diesen Leitgedanken zu verwirklichen, bietet die ME Wochenenden für Ehepaare an, an denen sie Fragen stellen können und als Ehepaar und als Paar vor Gott auf sich schauen können. Geleitet werden die Wochenenden von einem Team, welches aus einem Priester und aus zwei bis drei Ehepaaren besteht, diese Personen legen öffentliches Zeugnis ab. Die Fragen beantwortet jedes Ehepaar für sich, es gibt keine Aussprachen in der Gruppe. Teilnehmer an Wochenendkursen können sich dann in regelmäßigen Abständen in kleinen Gruppen zum Erfahrungsaustausch und zu weiteren Anregungen treffen.

## Organisation  und Ausweitung
Die WWME gliedert sich in lokale, diözesane, regionale und nationale Leitungsteams. Diese Teams bestehen aus einem Priester und einem Ehepaar. Weltweit ist das Internationale Koordinationsteam verantwortlich, zu ihm gehören die 7 kirchlichen Equipes, die die Sekretariate Afrika, Asien, der USA, Kanadas, Lateinamerikas und Ozeaniens vertreten. Ihren Hauptsitz hat die Bewegung in Coyoacán (Mexiko). Deutschland ist mit ME-Deutschland, Österreich mit ME-Österreich dem Weltverband angeschlossen.